# سوسمارهای سنگی
سوسمارهای سنگی (نام علمی: Darevskia)، یک سرده از سوسمارهای دیواری از خانواده سوسماران راستین (Lacertidae) است. گونه‌های عضو بومی قفقاز، ایران و ترکیه هستند و در زیستگاه‌های جنگلی و علفزار با رخنمون‌های سنگی متعدد زندگی می‌کنند. در بین مارمولک‌های سنگی، هفت گونه بکرزایی شناخته شده‌است.
نام عمومی Darevskia به افتخار خزنده‌شناس روسی ایلیا سرگیویچ دارفسکی است.